# Arena Metato
Arena Metato, és una fracció del municipi de San Giuliano Terme, a la província de Pisa, regió de Toscana, Itàlia, amb 4032 habitants.

## Bibliografìa
- Giuseppe Caciagli, Pisa e la sua provincia, vol. 3, tome II, Pisa, Colombo Cursi Editore, 1972, p. 562–563, 579.
- Teresa Cappello et Carlo Tagliavini, Dizionario degli etnici e dei toponimi italiani, Bologna, Pàtron Editore, 1981.

## Personalitats areneses
- Nazario Pardini, (1937) poeta, crític literari i assagista

## Monuments i museus
- Villa Medicea[1]